# 南部干线铁路
南部干线铁路（瑞典語：Södra stambanan），瑞典南部的一条电气化铁路线，连接卡特琳娜霍尔姆与马尔默。

## 历史
1856年，马尔默与隆德之间的铁路线建成；1874年，该铁路最后一段建成。

## 现状
该铁路为复线铁路，列车车型为X2000，平均速度为200公里/小时。